# ون تیان‌شیانگ
]]
ون تیان‌شیان(به چینی:文天祥، پین یین:Wén Tiānxiáng)(زادهٔ ۶ ژوئن ۱۲۳۶-مرگ ۹ ژانویهٔ ۱۲۸۳) پژوهشکر و سردار جنگی اواخر دودمان سونگ بود. او به دلیل ایستادگی در برابر کوبلای خان و تسلیم‌نشدن به دودمان یوان با وجود دستگیری و شکنجه، در چین نماد میهن‌پرستی و نیک‌نفسی است.
ون تیان‌شیان در دربار سونگ پست‌های چندی از جمله صدر اعظمی را دار بود. او چهار سال پایانی زندگیش را در زندان کوبلای خان گذراند و آثاری هم در زندان نوشت. وی سرانجام در زندان اعدام‌شد.